# حشيشة الشحم
حَشِيشَةُ الشَّحْم (الاسم العلمي: Larrea  tridentata)، هو نبات ينتمي إلى قديسية (فصيلة: Zygophyllaceae).